# Ліпениця (Нижньосілезьке воєводство)
Ліпениця (пол. Lipienica) — село в Польщі, у гміні Каменна Ґура Каменноґурського повіту Нижньосілезького воєводства.
Населення — 156 осіб (2011).
У 1975—1998 роках село належало до Єленьоґурського воєводства.

## Демографія
Демографічна структура станом на 31 березня 2011 року:
|          | Загалом | Допрацездатний вік | Працездатний вік | Постпрацездатний вік |
| -------- | ------- | ------------------ | ---------------- | -------------------- |
| Чоловіки | 83      | 22                 | 52               | 9                    |
| Жінки    | 73      | 14                 | 45               | 14                   |
| Разом    | 156     | 36                 | 97               | 23                   |